# Sollevamento pesi ai Giochi della XXXII Olimpiade - 96 kg maschile
Le gare di sollevamento pesi della categoria fino a 96 kg maschile dei giochi olimpici di Tokyo 2020 si sono svolte il 31 luglio 2021 presso il Tokyo International Forum.
Il vincitore è stato l'atleta Fares Ibrahim.

## Programma
L'orario indicato corrisponde a quello giapponese (UTC+09:00)
| Data           | Ora   | Evento            |
| -------------- | ----- | ----------------- |
| 31 luglio 2021 | 11:50 | Gruppo B          |
| 31 luglio 2021 | 19:50 | Gruppo A (finale) |

## Risultati
| Pos. | Atleta               | Gruppo | Peso  | Strappo (kg) | Strappo (kg) | Strappo (kg) | Strappo (kg) | Slancio (kg) | Slancio (kg) | Slancio (kg) | Slancio (kg) | Totale |
| Pos. | Atleta               | Gruppo | Peso  | 1            | 2            | 3            | Risultato    | 1            | 2            | 3            | Risultato    | Totale |
| ---- | -------------------- | ------ | ----- | ------------ | ------------ | ------------ | ------------ | ------------ | ------------ | ------------ | ------------ | ------ |
|      | Fares Ibrahim        | A      | 95,70 | 173          | 177          | 177          | 177          | 217          | 225          | 232          | 225          | 402    |
|      | Keydomar Vallenilla  | A      | 95,00 | 172          | 175          | 177          | 177          | 210          | 215          | 216          | 210          | 387    |
|      | Anton Pliesnoi       | A      | 96,00 | 173          | 177          | 177          | 177          | 206          | 210          | 210          | 210          | 387    |
| 4    | Boady Santavy        | A      | 95,40 | 173          | 177          | 178          | 178          | 200          | 205          | 208          | 208          | 386    |
| 5    | Po-Jen Chen          | A      | 95,85 | 171          | 176          | 180          | 176          | 200          | 205          | 211          | 205          | 381    |
| 6    | Bekdoloot Rasulbekov | A      | 95,70 | 162          | 166          | 166          | 166          | 200          | 208          | 216          | 208          | 374    |
| 7    | Bartłomiej Adamus    | A      | 95,95 | 160          | 160          | 163          | 163          | 197          | 204          | 205          | 197          | 360    |
| 8    | Yu Dong-ju           | A      | 92,55 | 160          | 165          | 167          | 160          | 200          | 205          | 205          | 200          | 360    |
| 9    | Olfides Sáez         | B      | 92,35 | 156          | 161          | 161          | 156          | 193          | 198          | 203          | 203          | 359    |
| 10   | Cyrille Tchatchet II | B      | 95,45 | 153          | 155          | 160          | 155          | 190          | 190          | 195          | 195          | 350    |
| 11   | Theodoros Iakovidis  | B      | 91,90 | 147          | 152          | 156          | 156          | 175          | 182          | 191          | 182          | 338    |
| 12   | Christian Amoah      | B      |       | 140          | 145          | 145          | 145          | 165          | 170          | 170          | 170          | 315    |
| 13   | Mohammed Hamada      | B      |       | 137          | 142          | 142          | 137          | 173          | 178          | 178          | 173          | 310    |
| —    | Yauheni Tsikhantsou  | A      | 95,35 | 170          | 170          | 173          | 173          | 201          | 201          | 201          | —            | —      |
| —    | Toshiki Yamamoto     | A      | 96,00 | 161          | 166          | 168          | 168          | 200          | 200          | 200          | —            | —      |